# Alosauroidi
Alosauroidi (lat. Allosauroidea) su natporodica ili kladus teropodnih dinosaura u koje spadaju četiri porodice — Sinraptoridae, Allosauridae, Carcharodontosauridae i Neovenatoridae. Najstariji poznati alosauroid, Sinraptor dongi, pojavio se u Kini sredinom jure, a pripadnik ove grupe koji je najduže preživio je neovenatorid Orkoraptor koji je izumro u kasnoj kredi. 
Alosauroidi su imali duge i uske lubanje, velike očne šupljine, ruke s tri prsta, a obično su imali i "rogove" ili neke krijeste na glavi. Najpoznatiji i najbolje istražen alosauroid je sjevernoamerički Allosaurus.

## Klasifikacija

### Taksonomija
- Natporodica Allosauroidea
  - Porodica Allosauridae
  - Porodica Carcharodontosauridae
  - Porodica Neovenatoridae
  - Porodica Sinraptoridae

### Filogenija
Kladus Allosauroidea su prvi predložili Phil Currie i Zhao (1993.; p. 2079), a poslije ga je Paul Sereno (1997.) koristio kao neidentificirani takson zasnovan na stablu. Sereno (1998.; p. 64) je bio prva osoba koja je smislila definiciju za alosauroide prema takvom taksonu, definirajući kladus Allosauroidea kao "Sve neotetanure srodnije alosauru nego Neornithes." Kevin Padian (2007.) je koristio definicju zasnovanu na čvorištu, pa je definirao alosauroide kao Allosaurusa, Sinraptora, njihovog najnovijeg zajedničkog pretka i sve njegove potomke. Thomas R. Holtz i kolege (2004.; p. 100), Phil Currie i Ken Carpenter (2000.), među ostalima, slijede definiciju zasnovanu na čvorištu. Međutim, u nekim analizama (poput Currie & Carpenter, 2000.), svrstavanje karkarodontosaurida relativno prema alosauridima i sinraptoridima je nejasno, i prema tome nije jasno da li su ili nisu alosauroidi (Currie & Carpenter, 2000.).
Donji kladogram slijedi analizu koju su 2010. godine proveli Benson, Carrano i Brusatte.
|                     | Allosaurus                                                               |
|                     |                                                                          |
| Carcharodontosauria | \| \| Carcharodontosauridae \| \| \| \| \| \| Neovenatoridae \| \| \| \| |
|                     | \| \| Carcharodontosauridae \| \| \| \| \| \| Neovenatoridae \| \| \| \| |
|                     | Carcharodontosauridae                                                    |
|                     |                                                                          |
|                     | Neovenatoridae                                                           |
|                     |                                                                          |

|  | Carcharodontosauridae |
|  |                       |
|  | Neovenatoridae        |
|  |                       |

|                     | Allosaurus                                                               |
|                     |                                                                          |
| Carcharodontosauria | \| \| Carcharodontosauridae \| \| \| \| \| \| Neovenatoridae \| \| \| \| |
|                     | \| \| Carcharodontosauridae \| \| \| \| \| \| Neovenatoridae \| \| \| \| |
|                     | Carcharodontosauridae                                                    |
|                     |                                                                          |
|                     | Neovenatoridae                                                           |
|                     |                                                                          |

|  | Carcharodontosauridae |
|  |                       |
|  | Neovenatoridae        |
|  |                       |

## CPT-1980
CPT-1980 je muzejski katalogni broj za izoliranu krunu zuba nekog alosauroida dužine 9,83 cm, koja se trenutno nalazi u Museo Fundación Conjunto Paleontológico de Teruel. Zub je 2009. godine uspoređen s još jednim zubom alosauroida iz Portugala dužine 12,7 cm. Analiza je dovela do zaključka da je CPT-1980 najveći zub teropoda ikada otkriven u Španjolskoj. Taj teropod je najvjerojatnije bio dug između 6 i 15 metara. Zub su otkrili lokalni stanovnici u blizini Riodeva, Teruel u formaciji Villar del Arzobispo, konkretnije RD-39. Stijene potiču iz perioda između kasne jure i rane krede.